# Língua francônica

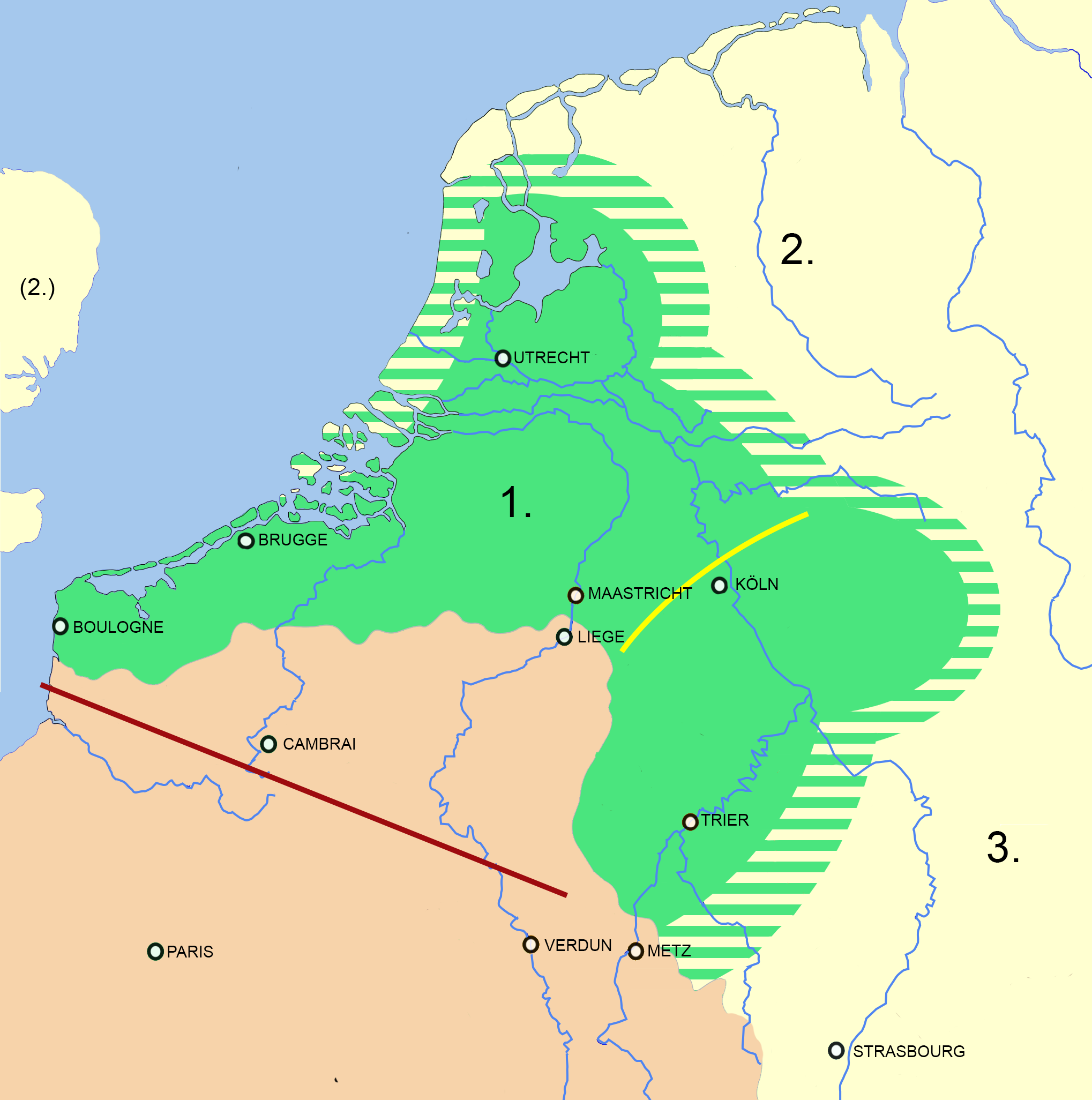
Aproximação da área que falava franco antigo na antiguidade tardia, sem exclaves menores na Bélgica romana. Legenda:
Variedades do Francônio (1.)
Variedades do Mar do Norte (2.) e da Elba Germânica (3.)
Variedades Românicas
Somme-Aisne-Line, a norte da qual dominam os topônimos germânicos.
Fronteira da mudança consonantal do alto alemão posterior, que se espalhou das áreas germânicas do Elba no século VII.

Francônico (endônimo reconstruído: * Frenkisk), também conhecido como Antigo Francônico ou Franco antigo, foi a língua germânica ocidental falada pelos francos do século V ao IX.
Depois que os francos sálios se estabeleceram na Gália Romana, seus falantes na Picardia e na Ilha de França foram superados em número pela população local que falava dialetos proto-românticos. No entanto, várias palavras e nomes de lugares em francês moderno, incluindo o nome do país"France ", têm um nome franco (ou seja, origem germânica). A própria França ainda é conhecida por termos que significam literalmente o"Reino Franco" em línguas como o alemão (Frankreich), iídiche (Frankraykh : פֿראַנקרײַך), holandês (Frankrijk), o africâner derivado (Frankryk) e dinamarquês (Frankrig ), bem como sueco e norueguês (Frankrike).
Entre os séculos V e IX, o franco falado no noroeste da França, atual Bélgica e Holanda é posteriormente referido como holandês antigo, enquanto as variedades francas faladas na Renânia foram fortemente influenciadas pelos dialetos germânicos do Elba e pela segunda mudança consonantal germânica e faria parte dos modernos dialetos da Francônia Central e do Reno da Francônia do alemão e do luxemburguês.
A língua franca antiga é pouco atestada e principalmente reconstruída a partir de empréstimos francos em francês antigo e do holandês antigo, conforme registrado nos séculos VI a XII. Uma exceção notável é a inscrição de Bergakker, que pode representar um registro primário dos francos do século V.

## Nomenclatura
A filologia germânica e os estudos alemães têm suas origens na primeira metade do século XIX, quando o romantismo e o pensamento romântico influenciaram fortemente o léxico dos linguistas e filólogos da época, incluindo figuras centrais como os irmãos Grimm. Como resultado, muitos linguistas contemporâneos tentaram incorporar suas descobertas em um quadro histórico já existente de "ducados-tronco" e Altstämme (lit."antigas tribos", ou seja, as seis tribos germânicas que então se pensava terem formado a"nação alemã"no tradicional nacionalismo alemão das elites) resultando em uma taxonomia que falava de "bávaro", "saxão", "frísio", dialetos"turíngio", "suábio" e "franco". Embora essa nomenclatura tenha se tornado geralmente aceita na filologia germânica tradicional, ela também foi descrita como"inerentemente imprecisa", pois essas antigas fronteiras étnicas (como entendidas no século XIX) tinham pouca ou limitada semelhança com a situação linguística real ou histórica das línguas germânicas. Entre outros problemas, essa classificação tradicional dos dialetos germânicos ocidentais continentais pode sugerir laços mais fortes entre os dialetos do que é justificado linguisticamente. O grupo da Francônia é um exemplo bem conhecido disso, com a Francônia Oriental sendo muito mais relacionada aos dialetos da Baviera do que ao Holandês, que é tradicionalmente colocado no subgrupo da Baixa Francônia e com o qual se pensava ter uma relação comum., origem tribal.
Em um contexto linguístico moderno, o idioma dos primeiros francos é chamado de "Velho Franco" ou "Velho Franconiano" e refere-se ao idioma dos francos antes do advento da mudança consonantal do alto alemão, que ocorreu entre 600 e 700 CE. Após essa mudança consonantal, o dialeto franco diverge, com os dialetos que se tornariam o holandês moderno não sofrendo a mudança consonantal, enquanto todos os outros o fizeram em graus variados. Como resultado, a distinção entre o holandês antigo e o franco antigo é amplamente insignificante, com o holandês antigo (também chamado de Baixa Francônia Antiga) sendo o termo usado para diferenciar as variantes afetadas e não afetadas após o já mencionado segundo deslocamento consonantal germânico.

## História

### Origens

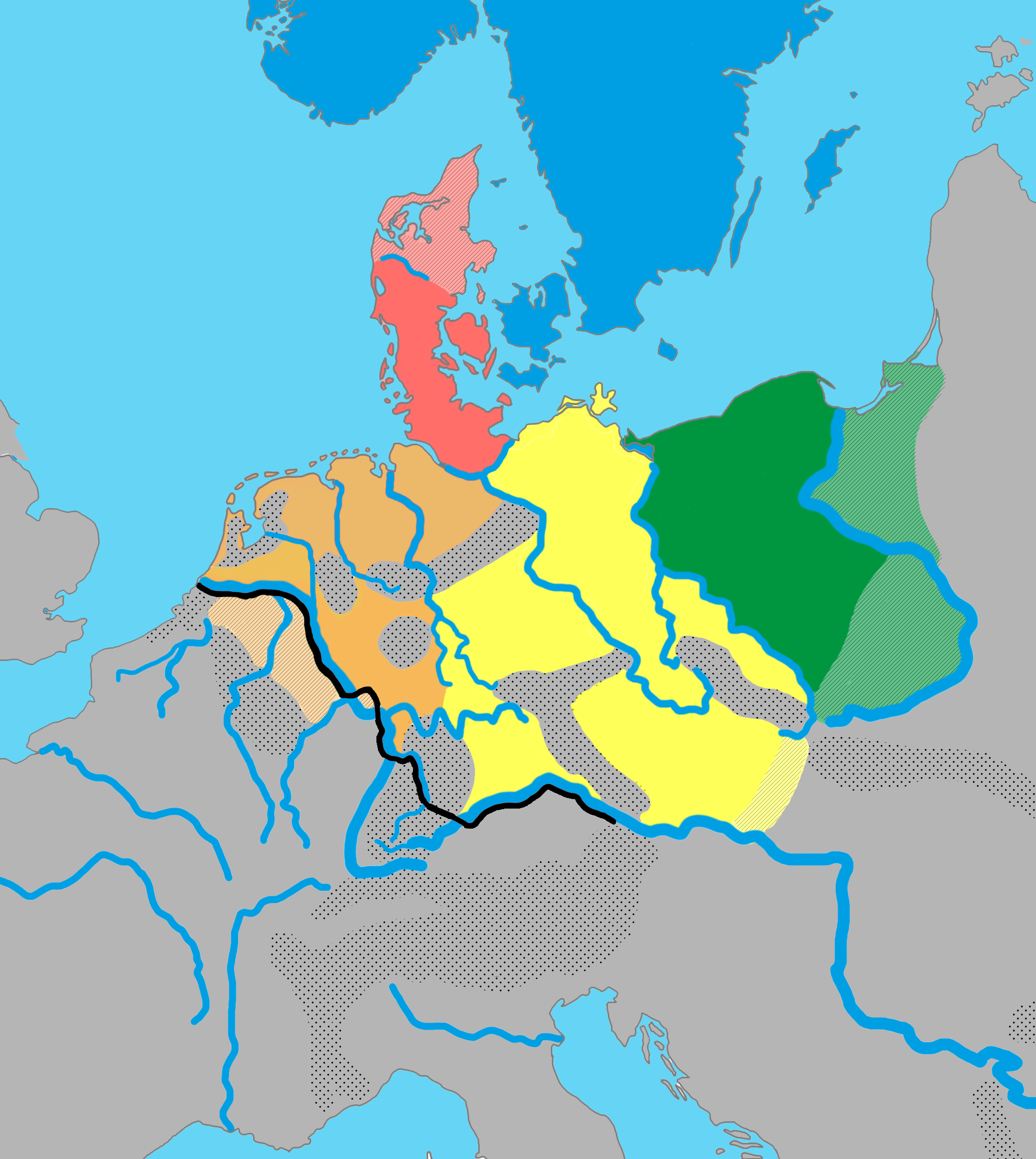
A distribuição proposta de cinco grupos de dialeto protogermânicos primários na Europa por volta da virada do milênio: Norte germânico (→ Protonórdico por volta de 300 AD)
Mar do Norte germânico (Ingvaeônico)
Reno Oriental Germânico (Istvaeônico)
Hermiões (Hermiões)
Germânia oriental (→Gótico por volta de 300 AD)

As línguas germânicas são tradicionalmente divididas em três grupos: germânicas ocidentais, orientais e nórdicas. Sua relação exata é difícil de determinar, e eles permaneceram mutuamente inteligíveis durante todo o período de migração, tornando algumas variedades individuais difíceis de classificar.
A língua falada pelos francos fazia parte do grupo de línguas germânicas ocidentais, que tinha características do protogermânico na cultura Jastorf tardia (circa séc I aC). O grupo germânico ocidental é caracterizado por uma série de inovações fonológicas e morfológicas não encontradas no germânico norte e oriental. As variedades germânicas ocidentais da época são geralmente divididas em três grupos de dialetos: Ingvaeônico (Germânico do Mar do Norte), Istvaeônico (Reno Oriental germânico) e Hermiões (Elba germânica). Embora cada um tivesse suas próprias características distintas, certamente ainda deve ter havido um alto grau de inteligibilidade mútua entre esses dialetos. Na verdade, não está claro se o continuum germânico ocidental deste período de tempo, ou mesmo o próprio francônio, ainda deve ser considerado uma única língua ou se deve ser considerado uma coleção de dialetos semelhantes.
De qualquer forma, parece que as tribos francas, ou os francos posteriores, se encaixam principalmente no grupo de dialetos Istvaeônicoos, com certas influências Ingvaeônicoas em direção ao noroeste (ainda vistas no holandês moderno) e mais influências Hermionas (alto alemão) em direção ao sudeste.

### Francos Salianos e Ripuários (210–500)
O consenso acadêmico sobre o período de migração é que a identidade franca emergiu durante a primeira metade do século III a partir de vários grupos germânicos anteriores e menores, incluindo os Salii, Sicambri, Chamavi, Bructeri, Chatti, Chattuarii, Ampsivarii, Tencteri, Ubii, Batavi e Tungri. Especula-se que essas tribos originalmente falavam uma variedade de dialetos Istvaeônicoos relacionados no ramo germânico ocidental do protogermânico. Em algum momento nos séculos 4 ou 5, torna-se apropriado falar da antiga Francônia em vez de um dialeto Istvaeônicoo do protogermânico. 

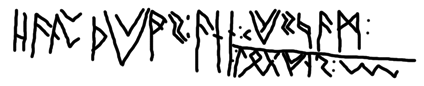
Inscrição de Bergakker

Muito pouco se sabe sobre como era a língua durante esse período. Uma frase rúnica mais antiga (datada de cerca de 425-450 AD) está na bainha da espada de Bergakker, que é a atestação direta singular da língua da Francônia Antiga ou a mais antiga atestação da linguagem da Baixa Francônia Antiga (Holandês Antigo). Outra frase inicial do início do século VI dC (que também é descrita como a frase mais antiga em holandês antigo)é encontrada na Lex Salica. Esta frase foi usada para libertar um servo :
"Maltho thi afrio lito"
(Eu digo, eu te liberto, meio livre. )
Estas são as primeiras frases já encontradas da Antiga Francônia.

A localização dos francos por volta de 475."Les Francs rhénans" e o termo francês para"francos ribeirinhos"

Durante este período inicial, os francos foram divididos política e geograficamente em dois grupos: os francos salianos e os francos ripuários. O idioma (ou conjunto de dialetos) falado pelos francos sálios durante este período é às vezes referido como"Baixa Francônia Antiga" e consistia em dois grupos:"Baixa Francônia Ocidental Antiga" e "Baixa Francônia Oriental Antiga". A língua (ou conjunto de dialetos) falada pelos francos ripuários são referidos apenas como dialetos da Francônia Antiga (ou, por alguns, como dialetos da Franca Antiga).
No entanto, como já foi dito acima, pode ser mais preciso pensar nesses dialetos não como o antigo francônio antigo, mas como dialetos Istvaeônicos no ramo germânico ocidental do protogermânico.

### Império Franco (500-900)

As conquistas francas entre 481 e 814

Por volta de 500 AD, os francos provavelmente falavam uma variedade de dialetos e idiomas relacionados, em vez de um único dialeto ou idioma uniforme. A língua do governo e da Igreja era o latim.